# The Lookout (Antarktika)
The Lookout (englisch für Die Aussicht) ist ein 90 m hoher Hügel an der Ingrid-Christensen-Küste des ostantarktischen Prinzessin-Elisabeth-Lands. In den Vestfoldbergen ragt er 0,8 km landeinwärts am westlichen Ende der Breidnes-Halbinsel auf.
Norwegische Kartografen kartierten ihn anhand von Luftaufnahmen der Lars-Christensen-Expedition 1936/37. Auf der Davis-Station tätige Wissenschaftler besuchten ihn 1957 im Rahmen der Australian National Antarctic Research Expeditions. Die deskriptive Benennung nahm das Antarctic Names Committee of Australia vor.